# Trachylophus approximator
Trachylophus approximator là một loài bọ cánh cứng trong họ Cerambycidae.